# Thomas Aumann
Thomas Aumann ist ein deutscher Kernphysiker. Er ist seit 2010 Professor am Institut für Kernphysik der Technischen Universität Darmstadt.

## Leben
Aumann hat sein Physikstudium in Mainz 1987 mit dem Diplom abgeschlossen. Er promovierte anschließend über „Zwei-Phononen-Anregung“ von Riesenresonanzen. Aumann verbrachte PostDoc-Aufenthalte an der GSI in Darmstadt und am „National Superconducting Cyclotron Laboratory“ der Michigan State University. 
Seit August 2010 ist er Professor für experimentelle Kernphysik an der TU Darmstadt. Daneben hat er das Amt als Leiter der Forschungsabteilung (Research Division Head) des GSI Helmholtzzentrum für Schwerionenforschung.
Aumann war 2015 an der Entdeckung einer seltenen Form des Doppelgammazerfalls beteiligt (Competitive Double Gamma Decay). Beim Doppelgammazerfall, der von Maria Goeppert-Mayer vorhergesagt wurde, zerfällt ein angeregter Zustand durch die simultane Aussendung von zwei Gammastrahlen. Bisher war er allerdings nur beobachtet worden, wenn der direkte Gammaübergang in erster Ordnung quantenmechanischer Störungstheorie verboten war. Aumann, Christopher Walz, Heiko Scheit, Norbert Pietralla, R. Lefol und V. Ponomarev gelang die Beobachtung auch bei quantenmechanisch erlaubtem direktem Übergang.
In mehr als 140 wissenschaftlichen Artikeln beschäftigt er sich mit experimenteller Kernphysik.